# Polymixis flavidior
Polymixis flavidior là một loài bướm đêm trong họ Noctuidae.